# Districte d'Auxerre
El Districte d'Auxerre és un dels tres districtes del departament francès del Yonne, a la regió de Borgonya - Franc Comtat. Té 22 cantons i 197 municipis. El cap del districte és la prefectura d'Auxerre. Te una extensió de 3.432 Km2 i una població de 161.906 habitants segons cens de 2022.

## Cantons
cantó d'Aillant-sur-Tholon - cantó d'Auxerre-Est - cantó d'Auxerre-Nord - cantó d'Auxerre-Nord-Oest - cantó d'Auxerre-Sud - cantó d'Auxerre-Sud-Oest - cantó de Bléneau - cantó de Brienon-sur-Armançon - cantó de Chablis - cantó de Charny - cantó de Coulanges-la-Vineuse - cantó de Coulanges-sur-Yonne - cantó de Courson-les-Carrières - cantó de Joigny - cantó de Ligny-le-Châtel - cantó de Migennes - cantó de Saint-Fargeau - cantó de Saint-Florentin - cantó de Saint-Sauveur-en-Puisaye - cantó de Seignelay - cantó de Toucy - cantó de Vermenton